# Boleto
Boleto ou Boletus é um gênero de fungo(cogumelos) que faz parte da ordem Boletales. Compreende mais de 100 espécies e foi originalmente amplamente definido e descrito por Carl Linnaeus em 1753, contendo essencialmente todos os fungos com poros himenais em vez de brânquias. Desde então, outros gêneros foram definidos gradualmente, como o Tylopilus por Petter Adolf Karsten em 1881, e nomes antigos como Leccinum foram ressuscitados ou redefinidos. 
Alguns cogumelos listados em livros mais antigos como membros do gênero foram reclassificados e colocados em gêneros separados. Estes incluem Boletus scaber, agora Leccinum scabrum, Tylopilus felleus, Chalciporus piperatus e Suillus luteus. Descobriu-se que a maioria dos boletos são fungos ectomicorrízicos, o que significa que eles formam uma relação mutualística com o sistema radicular de certos tipos de plantas.

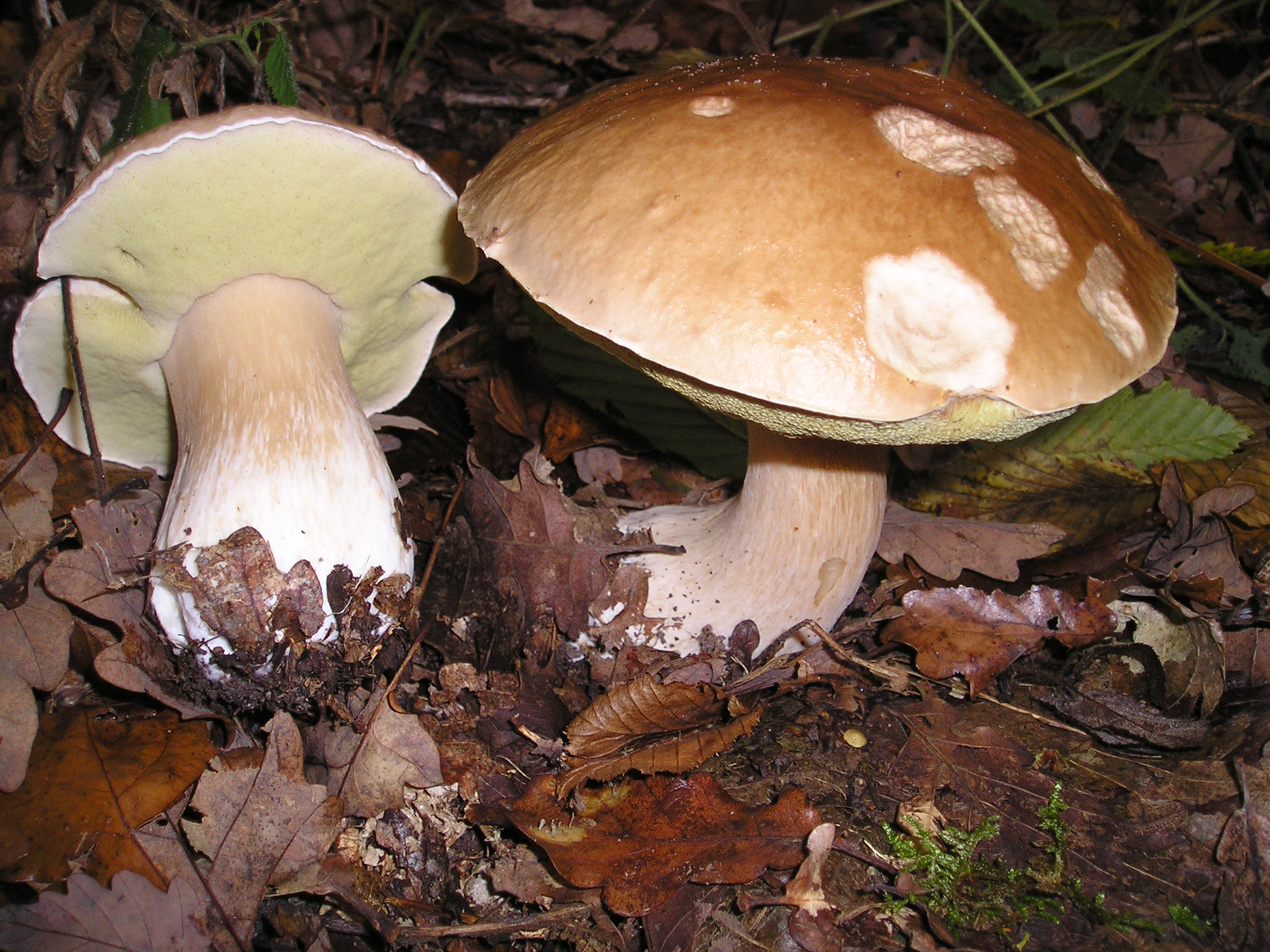
Boletus edulis

Mais recentemente, descobriu-se que o Boletus é maciçamente polifilético, com apenas uma pequena porcentagem das mais de 300 espécies atribuídas ao Boletus realmente pertencendo ao gênero, necessitando da descrição e ressurreição de muitos outros gêneros.
O nome deriva do termo latino bōlētus 'cogumelo'; do grego antigo βωλίτης, bōlitēs; e em última análise, de βῶλος, bōlos 'caroço' ou 'torrão'.
Muitos dos cogumelos Boletus são comestíveis, como o Boletus edulis, mas outros são venenosos. 
Nota: leia o artigo Boletus original na Wikipédia em inglês

## Curiosidades
- Muitos são comestíveis, como o Boletus edulis, o Boletus aereus e o Boletus barrowsii;
- O Boletus Edulis é o mais apreciados pelos espanhóis; [2] [3]
- O Boletus pinophilus (chamaodo Boleto pinícola, porque cresce nas florestas de pinheiros) não só é apreciado na Espanha, mas em todo mundo. [2]
- Boletos com poros vermelhos geralmente são venenosos.

## Leia também
- Boletus abruptibulbus
- Boletus aurantiosplendens
- Boletus aereus
- Boletus badius
- Boletus edulis (cabeça de abóbora)
- Boletus frosti
- Boletus luridus
- Boletus pinophilus
- Boletus regius (cogumelo real)
- Bothia